# Junior-VM i håndbold 1985 (mænd)
Juniorverdensmesterskabet i håndbold for mænd 1985 var det femte junior-VM i håndbold for mænd, og turneringen med deltagelse af 16 hold afvikledes i Italien i perioden 7. – 15. december 1985.
Turneringen blev vunder af Sovjetunionen, som i finalen besejrede Sverige med 32-27. Bronzemedaljerne gik til Jugoslavien, som i bronzekampen vandt 23-22 over Vesttyskland.

## Resultater
De 16 deltagende hold var inddelt i fire grupper med fire hold i hver, og i hver gruppe spillede holdene en enkeltturnering alle-mod-alle. De fire gruppevindere, de fire -toere og de fire -treere gik videre til kampene om placeringerne 1-12, mens holdene, der sluttede som nr. 4 i hver gruppe, spillede videre i kampene om 13.- til 16.-pladsen.

### Indledende runde

#### Gruppe A
| Dato            | Kamp              | Res.  | Pause | Spillested |
| --------------- | ----------------- | ----- | ----- | ---------- |
|                 | Sverige – Schweiz | 21–18 | 13-90 |            |
| DDR – Polen     | 21–17             | 9-4   |       |            |
|                 | Polen – Sverige   | 17–26 | 05-13 |            |
| Schweiz – DDR   | 23–23             | 13-13 |       |            |
|                 | Sverige – DDR     | 24–21 | 13-10 |            |
| Schweiz – Polen | 25–21             | 14-80 |       |            |

| Hold    | Kampe | Mål   | Point |
| ------- | ----- | ----- | ----- |
| Sverige | 3     | 71-56 | 6     |
| DDR     | 3     | 65-64 | 3     |
| Schweiz | 3     | 68-65 | 3     |
| Polen   | 3     | 55-72 | 0     |

#### Gruppe B
| Dato                   | Kamp              | Res.  | Pause | Spillested |
| ---------------------- | ----------------- | ----- | ----- | ---------- |
|                        | Island – Italien  | 16–15 | 10-80 |            |
| Vesttyskland – Egypten | 29–23             | 14-90 |       |            |
|                        | Island – Egypten  | 13–14 | 9-8   |            |
| Italien – Vesttyskland | 24–33             | 08-19 |       |            |
|                        | Egypten – Italien | 19–22 | 6-9   |            |
| Vesttyskland – Island  | 18–15             | 9-6   |       |            |

| Hold         | Kampe | Mål   | Point |
| ------------ | ----- | ----- | ----- |
| Vesttyskland | 3     | 80-62 | 6     |
| Island       | 3     | 44-47 | 2     |
| Italien      | 3     | 61-68 | 2     |
| Egypten      | 3     | 56-64 | 2     |

#### Gruppe C
| Dato                        | Kamp                    | Res.  | Pause | Spillested |
| --------------------------- | ----------------------- | ----- | ----- | ---------- |
|                             | Sovjetunionen – Japan   | 39–28 | 20-16 |            |
| Tjekkoslovakiet – Nigeria   | 28–20                   | 16-13 |       |            |
|                             | Japan – Tjekkoslovakiet | 13–30 | 08-14 |            |
| Nigeria – Sovjetunionen     | 17–34                   | 09-16 |       |            |
|                             | Japan – Nigeria         | 25–24 | 14-90 |            |
| Sovjetunionen – Tjekkoslov. | 26–21                   | 14-12 |       |            |

| Hold            | Kampe | Mål   | Point |
| --------------- | ----- | ----- | ----- |
| Sovjetunionen   | 3     | 99-66 | 6     |
| Tjekkoslovakiet | 3     | 79-59 | 4     |
| Japan           | 3     | 66-93 | 2     |
| Nigeria         | 3     | 61-87 | 0     |

#### Gruppe D
| Dato  | Kamp                   | Res.  | Pause | Spillested |
| ----- | ---------------------- | ----- | ----- | ---------- |
| 6.12. | Jugoslavien – Sydkorea | 34–31 | 17-15 |            |
| 6.12. | Danmark – Spanien      | 17–18 | 07-12 | Senigallia |
| 7.12. | Sydkorea – Danmark     | 27–34 | 12-13 |            |
| 7.12. | Spanien – Jugoslavien  | 11–16 | 6-7   |            |
| 8.12. | Danmark – Jugoslavien  | 21–22 | 13-12 | Ancona     |
| 8.12. | Spanien – Sydkorea     | 33–28 | 20-17 |            |

| Hold        | Kampe | Mål     | Point |
| ----------- | ----- | ------- | ----- |
| Jugoslavien | 3     | 72-63   | 6     |
| Spanien     | 3     | 62-61   | 4     |
| Danmark     | 3     | 72-67   | 2     |
| Sydkorea    | 3     | 086-101 | 0     |

### Hovedrunde
I hovedrunden samledes de fire gruppevindere, de fire -toere og de fire -treere fra den indledende runde i gruppe I og II. I hver gruppe spillede holdene en enkeltturnering alle-mod-alle, og de to gruppevindere kvalificerede sig til finalen. De to toere gik videre til bronzekampen, mens treerne gik videre til placeringskamp om femtepladsen. De to firere gik videre til kampen om syvendepladsen, de to femmere til kampen om niendepladsen og de to seksere til kampen om 11.-pladsen. Resultater af indbyrdes opgør mellem hold fra samme indledende gruppe blev overført til hovedrunden, så holdene ikke skulle mødes igen.

#### Gruppe I
| Dato                   | Kamp               | Res.  | Pause | Spillested |
| ---------------------- | ------------------ | ----- | ----- | ---------- |
|                        | Sverige – Italien  | 30–15 | 13-90 |            |
| DDR – Island           | 25–19              | 09-12 |       |            |
| Schweiz – Vesttyskland | 16–16              | 9-7   |       |            |
|                        | Vesttyskland – DDR | 21–16 | 11-80 |            |
| Island – Sverige       | 18–19              | 8-7   |       |            |
| Italien – Schweiz      | 18–24              | 8-9   |       |            |
|                        | DDR – Italien      | 30–19 | 15-90 |            |
| Sverige – Vesttyskland | 27–25              | 15-90 |       |            |
| Schweiz – Island       | 16–23              | 09-10 |       |            |

| Hold         | Kampe | Mål     | Point |
| ------------ | ----- | ------- | ----- |
| Sverige      | 5     | 121-970 | 10    |
| Vesttyskland | 5     | 113-980 | 7     |
| DDR          | 5     | 115-106 | 5     |
| Island       | 5     | 91-93   | 4     |
| Schweiz      | 5     | 097-101 | 4     |
| Italien      | 5     | 091-133 | 0     |

#### Gruppe II
| Dato   | Kamp                        | Res.  | Pause | Spillested |
| ------ | --------------------------- | ----- | ----- | ---------- |
| 10.12. | Sovjetunionen – Danmark     | 30–24 | 16-11 |            |
| 10.12. | Japan – Jugoslavien         | 28–37 | 13-18 |            |
| 10.12. | Tjekkoslovakiet – Spanien   | 21–17 | 10-70 |            |
| 11.12. | Jugoslavien – Tjekkoslovak. | 20–24 | 08-12 |            |
| 11.12. | Danmark – Japan             | 28–15 | 13-70 |            |
| 11.12. | Spanien – Sovjetunionen     | 28–32 | 12-14 |            |
| 13.12. | Sovjetunionen – Jugoslavien | 29–29 | 15-12 |            |
| 13.12. | Tjekkoslovakiet – Danmark   | 16–18 | 11-11 | Senigallia |
| 13.12. | Japan – Spanien             | 18–27 | 09-12 |            |

| Hold            | Kampe | Mål     | Point |
| --------------- | ----- | ------- | ----- |
| Sovjetunionen   | 5     | 156-130 | 9     |
| Jugoslavien     | 5     | 124-113 | 7     |
| Tjekkoslovakiet | 5     | 112-940 | 6     |
| Danmark         | 5     | 108-101 | 4     |
| Spanien         | 5     | 101-104 | 4     |
| Japan           | 5     | 102-161 | 0     |

### Placeringsrunde
Placeringsrunden om 13.- til 16.-pladsen havde deltagelse af de fire hold, der endte på fjerdepladserne i de indledende grupper. Holdene spillede en enkeltturnering alle-mod-alle.
| Dato               | Kamp               | Res.  | Pause | Spillested |
| ------------------ | ------------------ | ----- | ----- | ---------- |
|                    | Polen – Nigeria    | 27–23 | 12-10 |            |
| Egypten – Sydkorea | 24–28              | 10-12 |       |            |
|                    | Sydkorea – Polen   | 37–27 | 18-11 |            |
| Nigeria – Egypten  | 20–21              | 08-12 |       |            |
|                    | Nigeria – Sydkorea | 29–38 | 08-17 |            |
| Polen – Egypten    | 28–21              | 12-12 |       |            |

| Hold     | Kampe | Mål     | Point |
| -------- | ----- | ------- | ----- |
| Sydkorea | 3     | 103-800 | 6     |
| Polen    | 3     | 82-81   | 4     |
| Egypten  | 3     | 66-76   | 2     |
| Nigeria  | 3     | 72-86   | 0     |

### Placerings- og finalekampe
| Dato                | Kamp                       | Res.                | Pause               | Spillested          |
| Kamp om 11.-pladsen | Kamp om 11.-pladsen        | Kamp om 11.-pladsen | Kamp om 11.-pladsen | Kamp om 11.-pladsen |
| ------------------- | -------------------------- | ------------------- | ------------------- | ------------------- |
|                     | Italien – Japan            | 17–19               | 8-7                 |                     |
| Kamp om 9.-pladsen  |                            |                     |                     |                     |
|                     | Schweiz – Spanien          | 25–21               | 13-13               |                     |
| Kamp om 7.-pladsen  |                            |                     |                     |                     |
|                     | Island – Danmark           | 28–33               | 12-11               |                     |
| Kamp om 5.-pladsen  |                            |                     |                     |                     |
|                     | DDR – Tjekkoslovakiet      | 24–22               | 06-11               |                     |
| Bronzekamp          |                            |                     |                     |                     |
|                     | Vesttyskland – Jugoslavien | 22–23               | 11-13               |                     |
| Finale              |                            |                     |                     |                     |
|                     | Sverige – Sovjetunionen    | 27–32               | 13-16               |                     |

| Samlet rangering | Samlet rangering |
| ---------------- | ---------------- |
| Guld             | Sovjetunionen    |
| Sølv             | Sverige          |
| Bronze           | Jugoslavien      |
| 4.               | Vesttyskland     |
| 5.               | Østtyskland      |
| 6.               | Tjekkoslovakiet  |
| 7.               | Danmark          |
| 8.               | Island           |
| 9.               | Schweiz          |
| 10.              | Spanien          |
| 11.              | Japan            |
| 12.              | Italien          |

### Medaljevindere
| Guld          | Sølv    | Bronze      |
| ------------- | ------- | ----------- |
| Sovjetunionen | Sverige | Jugoslavien |
| [[]]          | [[]]    | [[]]        |